# Gustaf Svedman
Gustaf Adolf Svedman (i riksdagen kallad Svedman i Visby), född 31 maj 1878 i Mariestad, Skaraborgs län, död 6 december 1962 i Visby församling, Gotlands län, svensk politiker (Högerpartiet). Gustaf Svedman var ledamot av riksdagens andra kammare från 1925 till 1948. I riksdagen var han vice ordförande i bankoutskottet samt ledamot av andra utskott. Han var till yrket journalist och redaktör för tidningen Gotlänningen åren 1900–1935. 1935 sålde han tidningen till Bondeförbundet.

## Biografi
Gustaf Adolf Svedman föddes i Mariestad den 31 maj 1878. Hans far, Anders Svedman (1847–1885), var bagarmästare. Modern hette Mathilda Magnusson (1855–1918). Hon blev tidigt änka med tre små barn och gifte om sig tre år efter makens död med en byggmästare Eliasson som var änkling och hade egna barn. Mathilda avled 1918 i spanska sjukan. Gustaf Svedman avlade studentexamen i Skara 1897. Vid 22 års ålder kom han till Gotland för att bli chefredaktör och ansvarig utgivare för Gotlänningen, från 1913 också dess verkställande direktör. Han skrev kåserier under signaturen Svix. Från 1936 och ett tjugotal år framåt skrev han en rad kulturartiklar i Göteborgs-Posten. 1904 gifte han sig med Alice Sandström med vilken han hade fem barn: Gurli (1905–1993), Margareta (1907–1977),Gösta (1908–1999), Astrid (1912–2011), Gunnar (1916–1990). 
Gustaf Svedman företrädde högerpartiet i Riksdagen 1924–1948. Under tre årtionden tillhörde han Visby stadsfullmäktige, därav nio år som ordförande. Han var också ordförande i Gotlands Turistförenings styrelse 1910–1945 och ordförande i länets högerförbund. I åtskilliga år var han även ordförande i Systemaktiebolagets styrelse och medlem av styrelsen för DBV:s sparbank.
Ett porträtt av Gustaf Svedman finns sedan september 2009 i Gotlands Museums samlingar.